# Severiano Ballesteros
Severiano (Seve) Ballesteros (Pedreña (Cantabrië), 9 april 1957 – aldaar, 7 mei 2011) was een Spaanse golfprofessional. Wegens zijn grote charme en populariteit werd hij door het publiek vaak 'Seve' genoemd.
Ballesteros begon met golf als klein jongetje met een ijzer drie. Daarmee oefende hij in de vallei buiten zijn geboorteplaats. Als caddie deed hij veel ervaring op. Gedurende de jaren 70, '80 was hij een van de beste spelers van de wereld. In 2011 overleed hij aan de gevolgen van een hersentumor.

## Carrière
Ballesteros werd in 1974 professional. In 1976 behaalde hij zijn eerste overwinning op de Europese PGA Tour; hij won op 19-jarige leeftijd het Dutch Open op de Kennemer. Hij stond vele jaren op de eerste plaats van de wereldranglijst en behoorde tot de zogenaamde "Big Five" van de golfsport in Europa; de anderen zijn Nick Faldo, Bernhard Langer, Sandy Lyle en Ian Woosnam.
Zijn twee broers Vincente en Baldomero beoefenen ook de golfsport. Zij behaalden echter bij lange niet het niveau van Severiano.
In 2007 kondigde hij aan te gaan stoppen op beroepsniveau en langzaam een afbouwschema te gaan volgen.
Op 12 oktober 2008 werd bekend dat bij Ballesteros een hersentumor was vastgesteld. Nadat hij aanvankelijk leek te herstellen, overleed hij op 7 mei 2011 op 54-jarige leeftijd. Hij overleed voor de aanvang van de derde ronde van het door hem zo geliefde Open de España in Barcelona, een toernooi dat hij zelf drie keer won. Tijdens de derde ronde werd een minuut stilte in acht genomen.

### Ryder Cup
Ballesteros heeft jarenlang geprobeerd de opvattingen over de Ryder Cup te veranderen. Tot en met 1977 was het een wedstrijd tussen een team van twaalf Amerikanen en een team bestaande uit twaalf Britten en Ieren. Hij vond dat geen Europees team. In de loop der jaren is dat veranderd, Ballesteros en Antonio Garrido waren in 1979 de eerste "buitenlanders" in het team en in de loop van de jaren kwamen er ook andere spelers uit continentaal Europa bij zoals de Duitser Bernhard Langer in 1981, de Zweed Joakim Haeggman en de Italiaan Costantino Rocca in 1993 en de Belg Nicolas Colsaerts in 2012.
Ballesteros' volgende droom was om het evenement ook op het continent te laten plaatsvinden. Uiteindelijk lukte het hem om eenmalig de Ryder Cup 1997 op Valderrama Golf Club in Zuid-Spanje te laten spelen. Ballesteros was tijdens dat toernooi de captain van het Europese team en leidde zijn team naar een nipte overwinning met de cijfers 14,5–13,5.
Tijdens de Ryder Cup 2012, een jaar na de dood van Ballesteros, droeg het Europese team tijdens de laatste dag als eerbetoon een wit met donkerblauw tenue met een afbeelding van Ballesteros op de mouw. Europe kwam van een 6-10 achterstand terug om de Ryder Cup opnieuw met 14,5-13,5 te winnen.  De zwaar geëmotioneerde Europese captain José María Olazábal droeg deze overwinning op aan zijn boezemvriend Ballesteros.

## Gezin
Severiano Ballesteros was gescheiden van Carmen Botin. Hun oudste zoon Javier Ballesteros Botin won in 2012 het Madrid Open Amateur met vier slagen voorsprong op Manuel Ruiz García, de Madrileense kampioen. Ze hebben nog twee zonen en een dochter. 

### Gewonnen
Een selectie van de door Ballesteros gewonnen toernooien:
- Nederlands Open in 1976 (Kennemer), 1980 (Hilversum) en 1986 (Noordwijk)
- Zwitsers Open in 1977, 1978 en 1989
- Frans Open in 1977 en 1986 op Golf de la Boulie, Cannes Open op Golf de Cannes-Mougins in 1987
- Duits Open in 1978 en 1988
- Brits Open in 1979, 1984 en 1988
- Madrid Open in 1980, 1982 en 1989
- Open de España in 1981, 1985 en 1995
- Sun Alliance PGA Championship in 1983
- Carroll's Irish Open in 1985 op de Royal Dublin Golf Club
- Scandinavian Enterprise Open in 1988 op de Drottningholm Golf Club in Stockholm
- BMW PGA Championship in 1991 op Wentworth
- The Masters: 1980 en 1983 op Augusta National Golf Club

### Teams
- Ryder Cup: 1979, 1983, 1985 (winners), 1987 (winnaars), 1989 (tied, cup behouden), 1991, 1993, 1995 (winnaars), 1997 (winnaars, non-playing captain)
- Alfred Dunhill Cup: 1985, 1986, 1988
- World Cup: 1975, 1976 (gewonnen met Manuel Piñero), 1977 (gewonnen met Antonio Garrido), 1991
- Hennessy Cognac Cup: 1976, 1978, 1980
- Double Diamond: 1975, 1976, 1977
- Seve Trophy: 2000 (winnaars, playing captain), 2002 (playing captain), 2003 (playing captain), 2005 (non-playing captain), 2007 (non-playing captain)
- Royal Trophy: 2006 (winnaars, non-playing captain), 2007 (winnaars, non-playing captain)

## Trivia
- Op 16 april 2015 werd de naam van de luchthaven van Santander gewijzigd in Seve Ballesteros-Santander.
- Ballesteros stond vooral bekend om zijn soms wilde afslagen, die vaak ver buiten de fairway terecht kwamen, of op een onmogelijke plek tussen de bomen. Zijn gave was dan dat hij met een wonderbaarlijke herstelslag toch weer in scorende positie terecht kwam.